# Marcin Kasprowicz
Marcin Kasprowicz (ur. 6 listopada 1979 w Białej Podlaskiej) – polski trener i działacz piłkarski, nauczyciel akademicki.

## Kariera

### AZS Biała Podlaska
Marcin Kasprowicz karierę trenerską rozpoczął 23 kwietnia 2003 roku w nowo utworzonym sekcji piłkarskiej kobiet klubu uczelnianego AZS Państwowej Szkoły Wyższej im. Papieża Jana Pawła II w Białej Podlaskiej, w której pół roku później zaczął pracę dydaktyczną. W pierwszym sezonie – sezonie 2003/2004 klub pod wodzą Kasprowicza zajął 2. miejsce w grupie lubelskiej. W sezonie 2004/2005 klub wygrał rozgrywki ligowe w grupie lubelskiej, jednak nie udało mu się awansować do ekstraligi w sezonie 2005/2006. W sezonie 2005/2006 wygrał rozgrywki grupy południowej nowej I ligi, następnie wygrał w decydującym meczu barażowym 21 czerwca 2006 roku ze Stilonem Gorzów Wielkopolski 6:2 po dogrywce, dzięki czemu po raz pierwszy awansował do ekstraligi, w której pod wodzą Kasprowicza trzykrotnie zajął 4. miejsce (2007, 2009, 2010) oraz trzykrotnie dotarł do półfinału Pucharu Polski (2009, 2010, 2011). Z funkcji trenera odszedł 5 marca 2013 roku na rzecz pracy w PZPN, a jego następcą został Jarosław Makarewicz.

### Reprezentacje
Marcin Kasprowicz w 2013 roku został asystentem selekcjonera Wojciecha Basiuka w kobiecej reprezentacji Polski U-19, którego wkrótce został następcą oraz koordynatorem kobiecej reprezentacji Polski U-15, w której w latach 2013–2014 był selekcjonerem. 24 kwietnia 2019 roku zastąpił Ninę Patalon na stanowisku selekcjonera kobiecej reprezentacji Polski U-17, natomiast Nina Patalon zastąpiła Kasprowicza na stanowisku selekcjonera kobiecej reprezentacji Polski U-19. Doprowadził polskie piłkarki do lat 17 do 3 miejsca na EURO 2024. W 2024 roku powrócił na stanowisko selekcjonera kobiecej reprezentacji U-19.

## Pozostała działalność
Marcin Kasprowicz w 2015 roku został prezesem klubu AZS PSW Biała Podlaska.
W 2017 roku obronił pracę doktorską pt. "Struktura gry w piłkę nożną i czynniki warunkujące jej skuteczność w mistrzostwach świata kobiet" na Akademii Wychowania Fizycznego im. Jerzego Kukuczki w Katowicach pod kierunkiem prof. dr hab. Józefa Bergiera.

## Sukcesy
AZS PWS Biała Podlaska
- Awans do ekstraligi: 2006

Reprezentacja Polski u17
- 3 miejsce na Mistrzostwach Europy 2024 u17